# Mihăilești
Mihăilești est une ville située dans le județ de Giurgiu, en Roumanie. La ville administre trois villages, Drăgănescu, Novaci (ro) et Popești (ro).

## Histoire

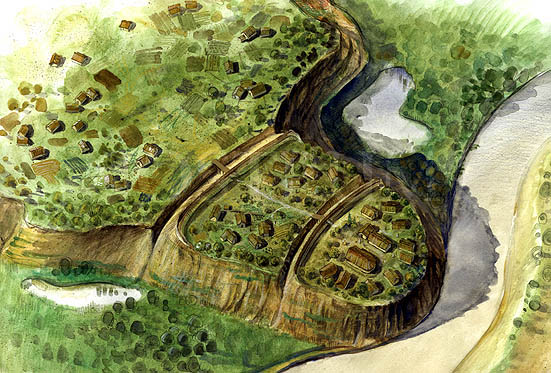
Reconstitution du site probable d' par Radu Oltean

Une découverte archéologique importante a eu lieu sur le territoire du Popești (ro) : une vaste zone de peuplement dace y a été mise au jour. Certains historiens, comme les professeurs Vasile Pârvan et Radu Vulpe, considèrent que ce serait l'Argedava (en) mentionnée dans le décret de Dionysopolis (en). Cette ancienne source relie Argedava au roi dace Burebista, et ces vestiges seraient sa cour ou sa capitale.

## Curiosités
L'église du village de Drăgănescu, dédiée à saint Nicolas, conserve des peintures réalisées par le prêtre Arsenie Boca.